# Исторический район Гриндейла
Исторический район Гриндейла (англ. Greendale Historic District) — исторический район, расположенный в деревне Гриндейл штата Висконсин, США. Был включён в Национальный реестр исторических мест США в 2005 году, с 2012 года — Национальный исторический памятник США.

## История
Гриндейл — один из трёх городов «зелёного» («green») пояса — городов построенных правительством США во время Великой депрессии. Вместе с Гриндейлом были построены города Гринбелт в штате Мэриленд и Гринхиллз в штате Огайо.
Программа строительства городов была частью нового курса президента Франклина Рузвельта. Идея была предложена президенту замминистром сельского хозяйства Рексфордом Тагуэллом на основе проекта города-сада — строительства небольших городов за пределами мегаполисов.
Целью программы было создание рабочих мест в сфере строительства, предоставление хорошего жилья для семей с низкими доходами из трущоб мегаполисов, развитие рынка жилья.
Для выбора места реализации программы были изучены 100 мегаполисов, Милуоки — центр штата Висконсин — был выбран, помимо прочего, ввиду широкого развития производственного сектора. Местом строительства Гриндейла было выбрано место к западу от города.
В 1935 году федеральным правительством были выкуплены земли фермы Тримборн площадью 8,4 га. Строительство началось в конце 1930-х годов.
Во время строительства город был посещён первой леди США Элеонорой Рузвельт, отметившей его замечательное месторасположение, а затем министром сельского хозяйства и будущим вице-президентом США Генри Уоллесом.

## Структура исторического района
Гриндейл находится в округе Милуоки в 14 км к юго-западу от торговой зоны Милуоки. Исторический район Гриндейла находится к югу от улицы Уэст-Гранж и к западу от Лумис-Род. Восточная и западная границы ограничивают область, построенную в 1936—1952 году, — оригинальную правительственную застройку, площадью около 0,8 км². Первоначальный город состоял из коммерческого и административного центра, окружённого жилыми районами. Автомобильные и пешеходные дороги были разделены. Дороги проложены иерархической системой.
В городе было 572 места проживания в 366 зданиях, когда Гриндейл был открыт для заселения 1 мая 1936 года. Дома имели бетонный фундамент, блочные стены и крышу из черепицы или шифера. На первом этаже были комнаты бытового назначения — прачечная и печная. Жилые комнаты — на втором и третьих этажах. В архитектуре зданий заметно влияние колониального возрождения. У административных и коммерческих зданий симметричные фасады из красного кирпича c отделанными внешними углами. Жилые дома имели более функциональный вариант колониального возрождения, проявляющийся в форме крыш, расположении печных труб, окон и ограниченном использовании пилястров.

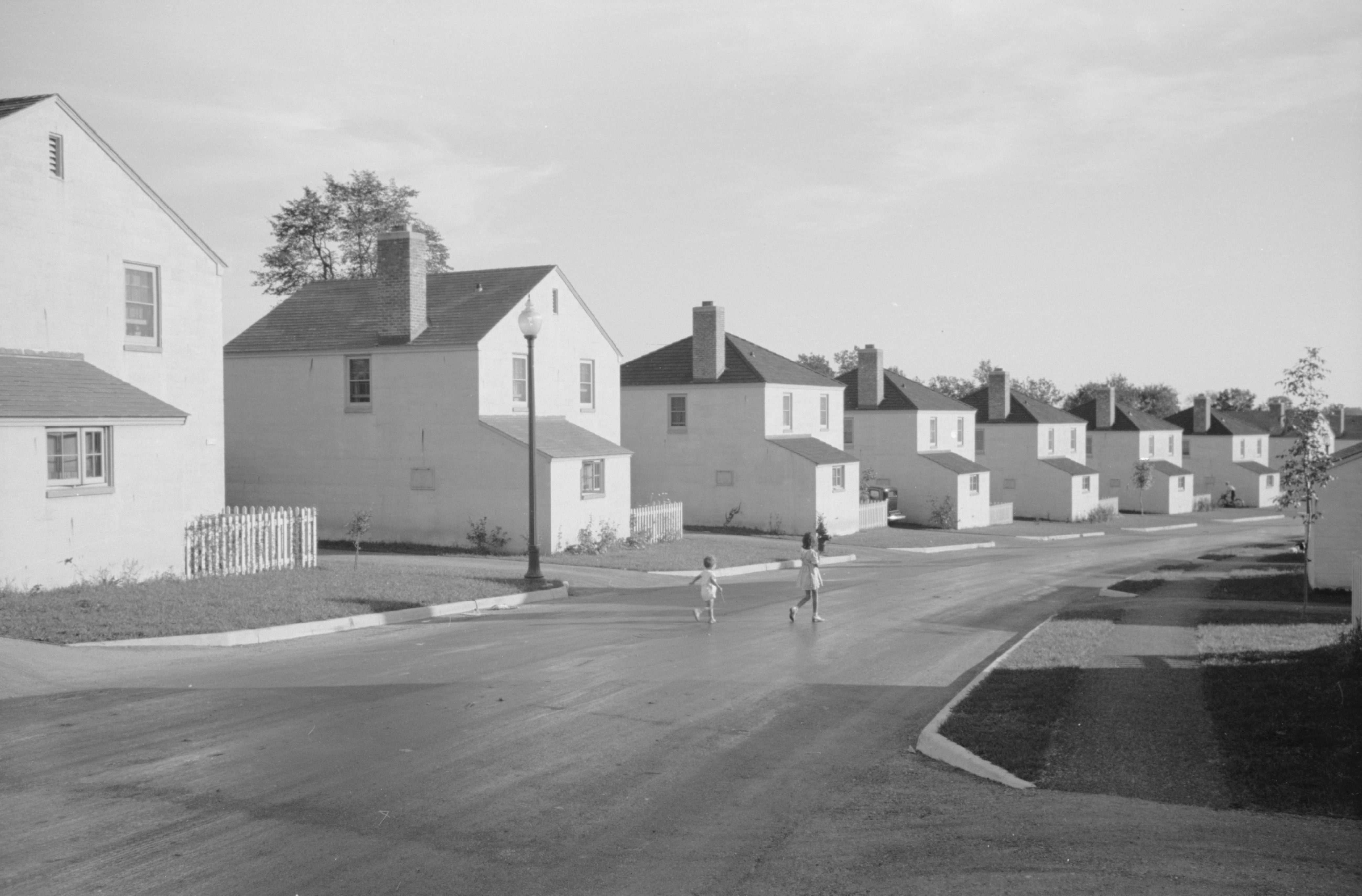
1939 год